# ティモシー・バーンズ
ティモシー・デイビット・バーンズ（Timothy David Barnes 1942年-）は、英国の古典学者である。

## 経歴
1942年、ヨークシャー生まれ。1960年までウェイクフィールドのクイーンエリザベス文法学校で学び、オックスフォード大学のベリオールカレッジに進学、そこで人文学試験を受け、1964年には学位を、1967年には修士号を取得した。
その後、院生としてオックスフォード･マートンカレッジで1964年から66年まで、そして若手研究員としてオックスフォード･クイーンズカレッジで1966年から70年まで過ごした。
1970年には博士号を取得し、1974年にはオックスフォード大学よりコニントン賞を授与された。博士研究において、彼は指導教官であった、直接トロント大学の古典学の教授に推薦され、1972年、助教授になった。1976年には古典学教授になり、2007年に辞任するまで31年間、その職を務めている。また、彼は1979年から83年、1986年から89年、1995年から96年の三度、古典学会の議長になっており、1976年7月にはプリンストン高等研究所の客員会員となっている。
そして、1983年4月には、オックスフォード大学のウルフソンカレッジで客員研究員となり、1984年5月には人文学の分野においてコノート上席研究員となっている。
1989年にはトリニティカレッジの研究員に選出され、1994年にはコーネル大学でタウンゼント講義を受け持った。